# Роман Согутчевський
Роман Согутчевський (нар. 1730—1732 — пом. 1828—1829) — осавул Задунайської Січі, Усть-Дунайського Буджацького та Дунайського козацьких військ.

## Життєпис
За деякими даними походить зі села Согутовка (ймовірно нині Солгутове) Подільської губернії. Батько — дворянин Лаврентій Покажевський.
Олександр Рябінін-Скляревський, посилаючись на документи еміграції Задунайської Січі, зазначав, що серед тих, що мали своє походження ще з Дніпрової Січі, був і Согутчевський.
Певний час служив козаком у Чорноморському війську, потім з невідомих причин опинився у Придунав'ї.
На початку 1807 року, під час російсько-турецької війни, відзначається агітаційною діяльністю (агент з вербування) щодо переселення задунайців до Російської імперії.
18 лютого 1807 року очолював депутацію турецьких запорожців до головнокомандувача Міхельсона. Результатом переговорів було оголошення про заснування Усть-Дунайського козацького війська. Але через втечі селян за волею влітку того ж року це військове іррегулярне формування скасоване.
17 жовтня 1807 року генерал-лейтенант Ланжерон видав йому паспорт на проживання у Старій Кілії.
Після укладання миру, зацікавлений у швидкому заселенні новоприєднаних земель, російський уряд офіційно дозволив козакам селитися в Придунайських степах, де на той час вже проживало понад 1300 усть-дунайських, задунайських та чорноморських козаків. Організацію їх було покладено на колишніх старшин: полкового осавула Согутчевського і значкового товариша Г.Вареника, які одержали право збирати козаків з усього краю.
У 1817 році Р. Согутчевський очолював групу колишніх усть-дунайців в урочищі Дракуля.
У 1820 році разом з іншими старшинами й козаками, попри опір земської поліції, оселився в колишньому ногайському урочищі Акмангит, заснувавши село з аналогічною назвою. Саме через те, що акмангитці протягом 1820-х років наполегливо домагались відновлення козацького війська, село стало тим центром у Бессарабії, куди продовжували виходити задунайські запорожці.

## Родина
Станом на 1820 р. мав дружину Анастасію й двох молодших синів, а також одруженого сина Олексія Согутчевського.
Донька Олена була одружена з козаком і священником села Акмангит Прокопом Горбом (який був похований в цьому ж селі у 1829 р.).
У Р. Согутчевського також був двоюрідний брат Іустиній Чихівський, з яким він і їхні родини в 1820 р. переселилися з Аккермана в Акмангіт. Ще один двоюрідний брат Микола Покажевський проживав у м.Одеса.

## Цікаві факти
• Відомо про випадок, коли осавул Согутчевський разом із значковим товаришем Гаврилом Вареником під час чергового перемир'я російсько-турецької війни 1806-1812 рр. зуміли відкопати заховані задунайцями під Тульчею великі дзвони, перевезти їх під Ізмаїл і продати: один великий в с.Шабо, інший − в Рошульський монастир, а найменший віддали в церкву с.Вилкове.
• Для засвідчення, виданих ним козакам документів, Р. Согутчевський мав власну печатку, як ознаку законності своєї влади. Це свідчило, що окремої організації козаки ще не мали. На цій печатці позначались його ініціали (з посвідчення козаку К. Чернявському за 1822 р.) Надалі козаки Акмангіту використовували печатку громади. Вона мала козацьку традицію, адже на ній зображали козака зі списом.